# Ercole de' Roberti

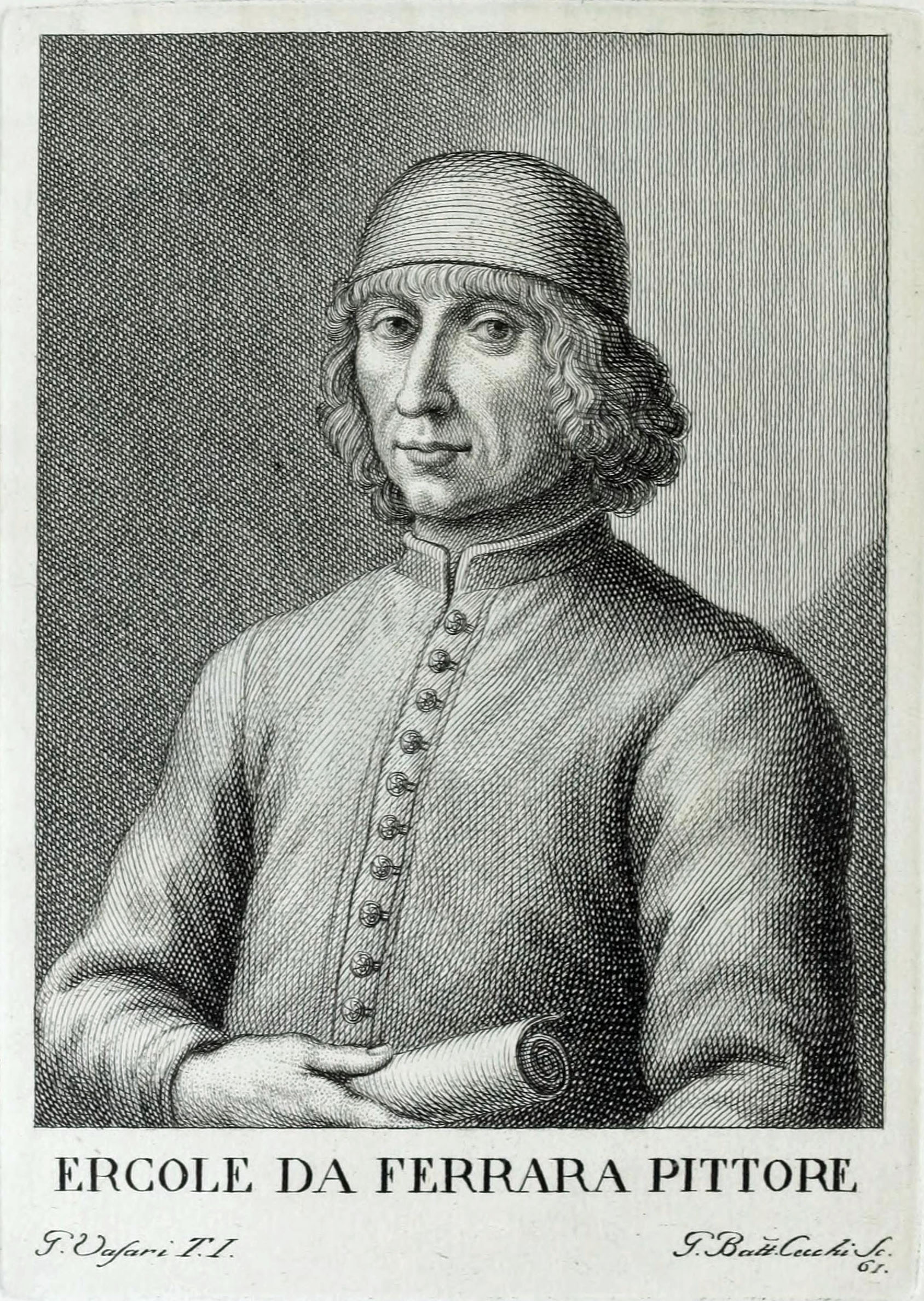
Ercole de' Roberti

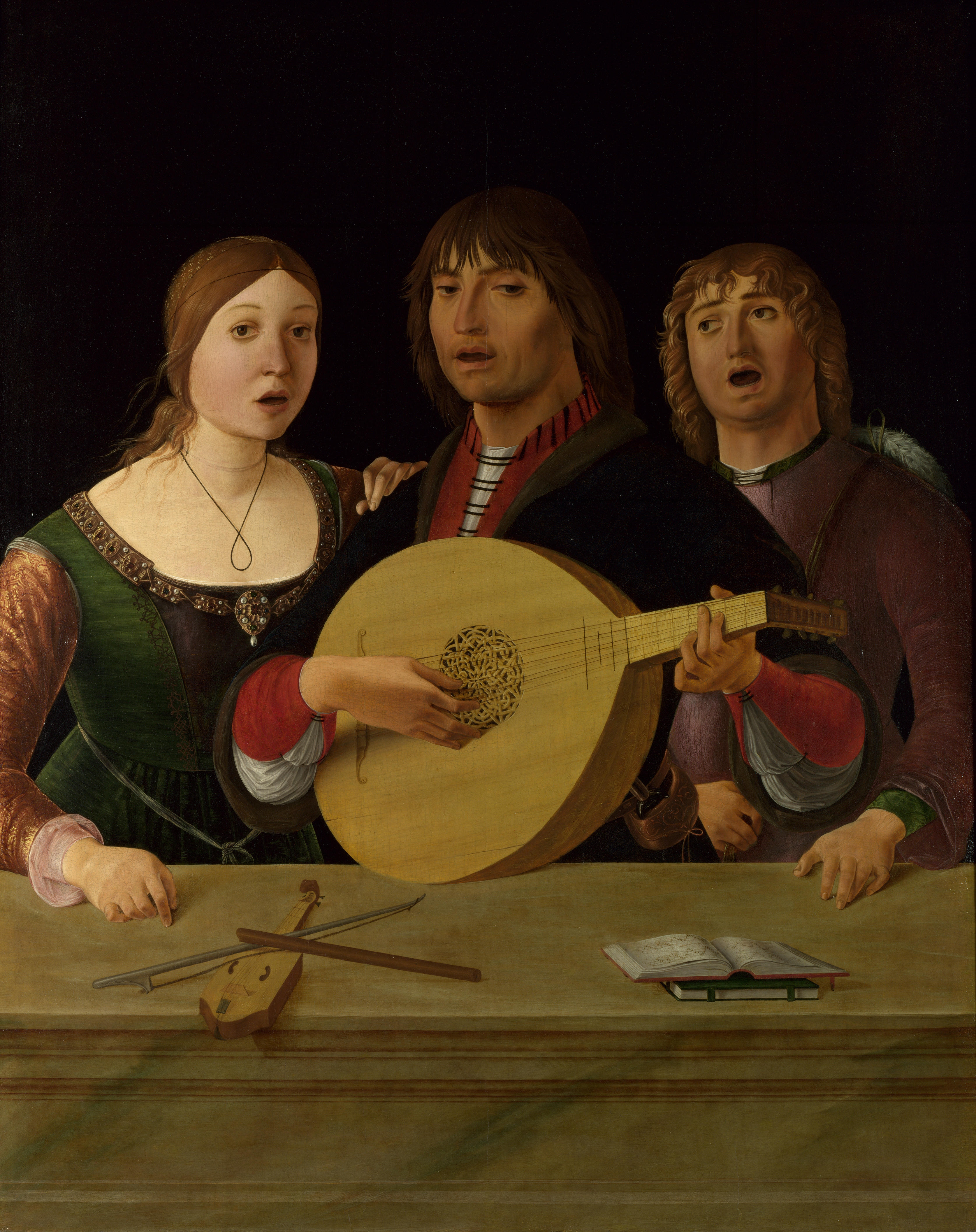
Concerto

Ercole de' Roberti (1451 — 1496), também chamado de Ercole Ferrarese ou Ercole da Ferrara, foi um artista italiano do começo do Renascimento e da Escola de Ferrara. Sua biografia está na obra Vidas, de Giorgio Vasari. 
Ercole foi o artista da corte da família Este, em Ferrara. Suas pinturas são raras. Sua vida foi curta e muitas de suas obras foram destruídas. Aos 17 anos, Ercole partiu de Ferrara e começou a trabalhar em Bolonha, no estúdio de Francesco del Cossa. Como artista da corte da Família Este, Ercole foi bem mais que um mero pintor: acompanhou Alfonso d'Este em uma viagem papal a Roma, serviu como assistente de guarda-roupa para o casamento de Isabella d'Este em Mântua e até mesmo produziu salames. 

Predela para a Capela Griffoni, San Petronio, em Bolonha, agora na Pinacoteca do Vaticano.

## Obras

Giovanni II Bentivoglio
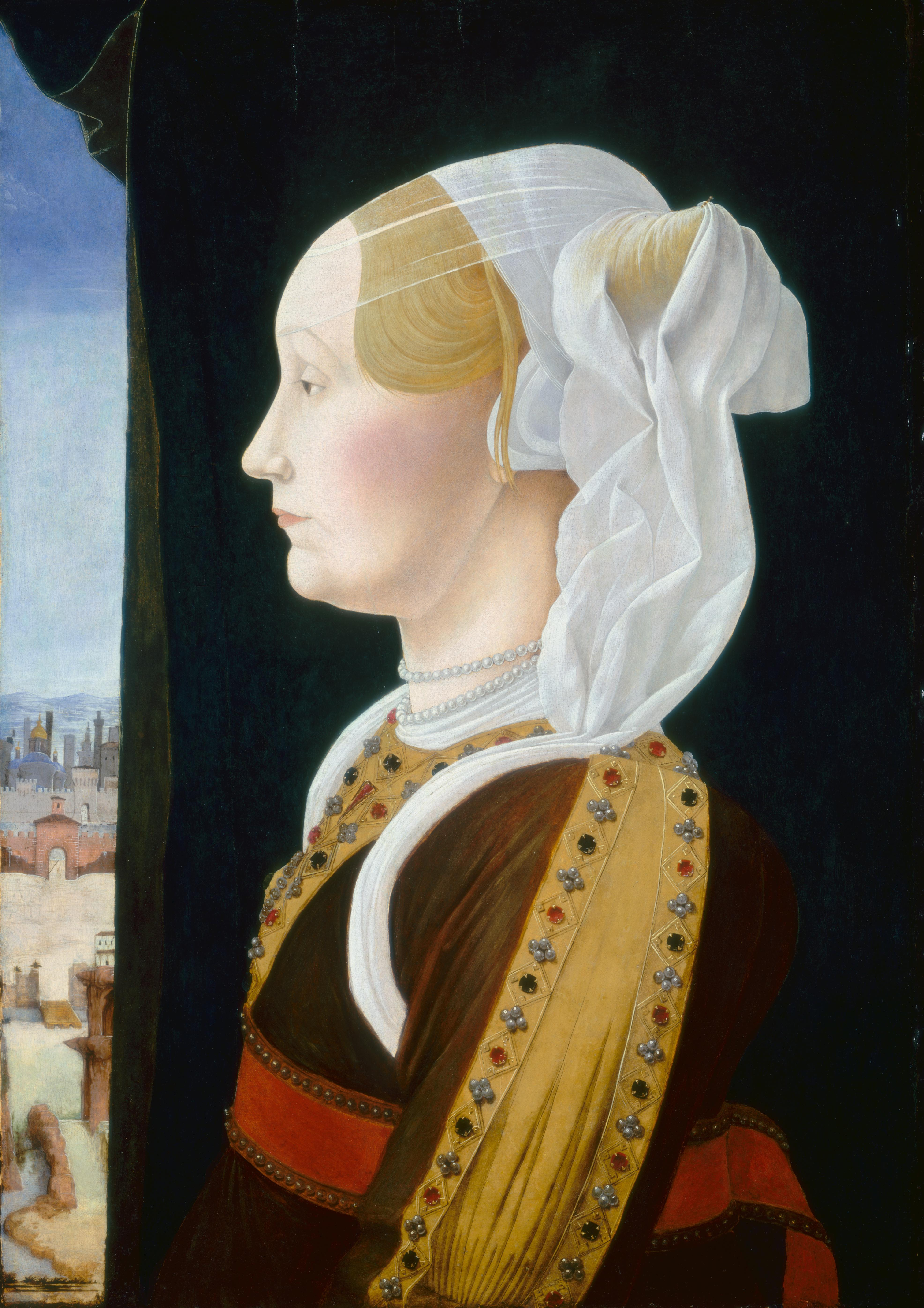
Ginevra Bentivoglio
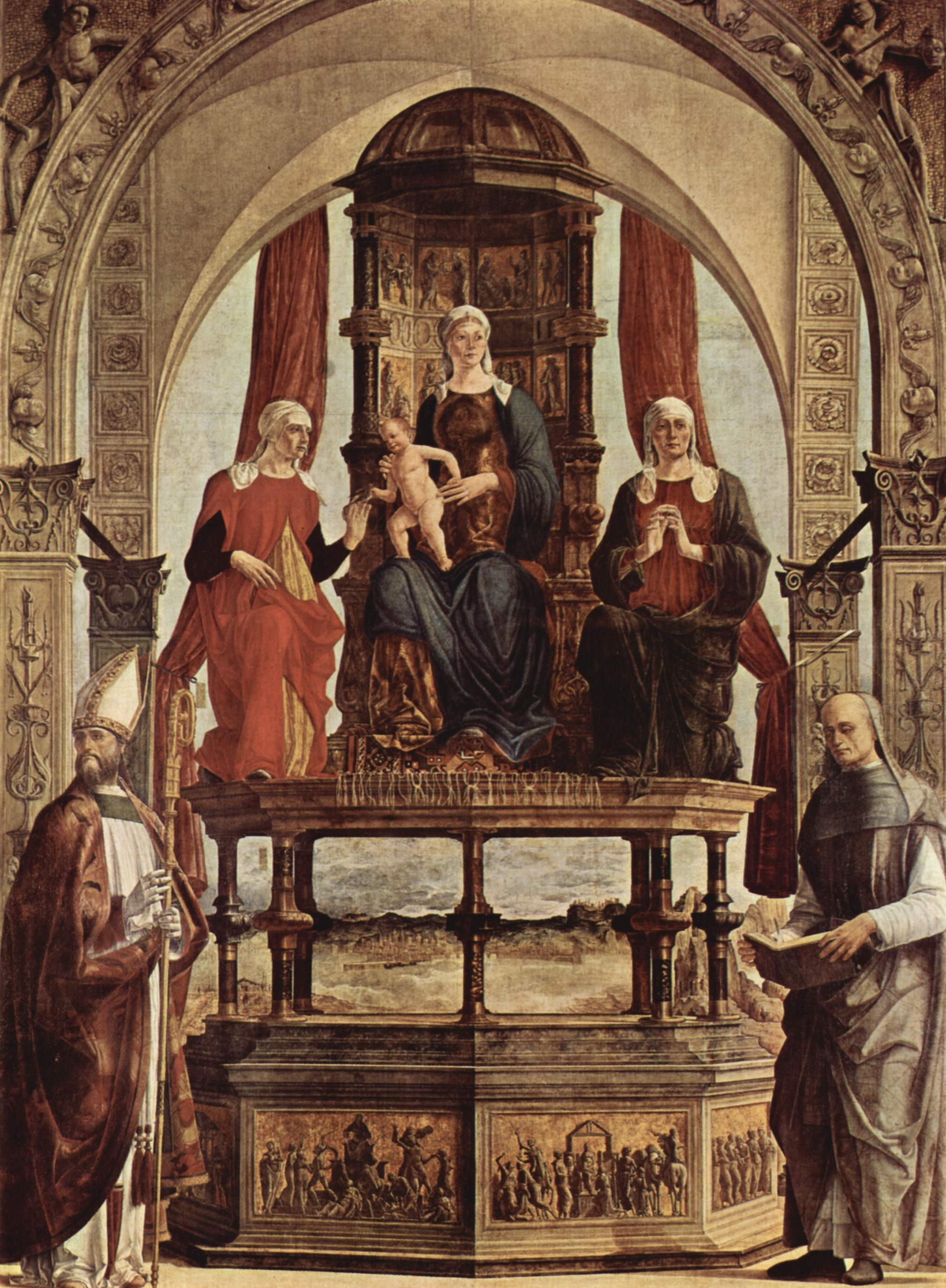
Madonna e Menino com Santos
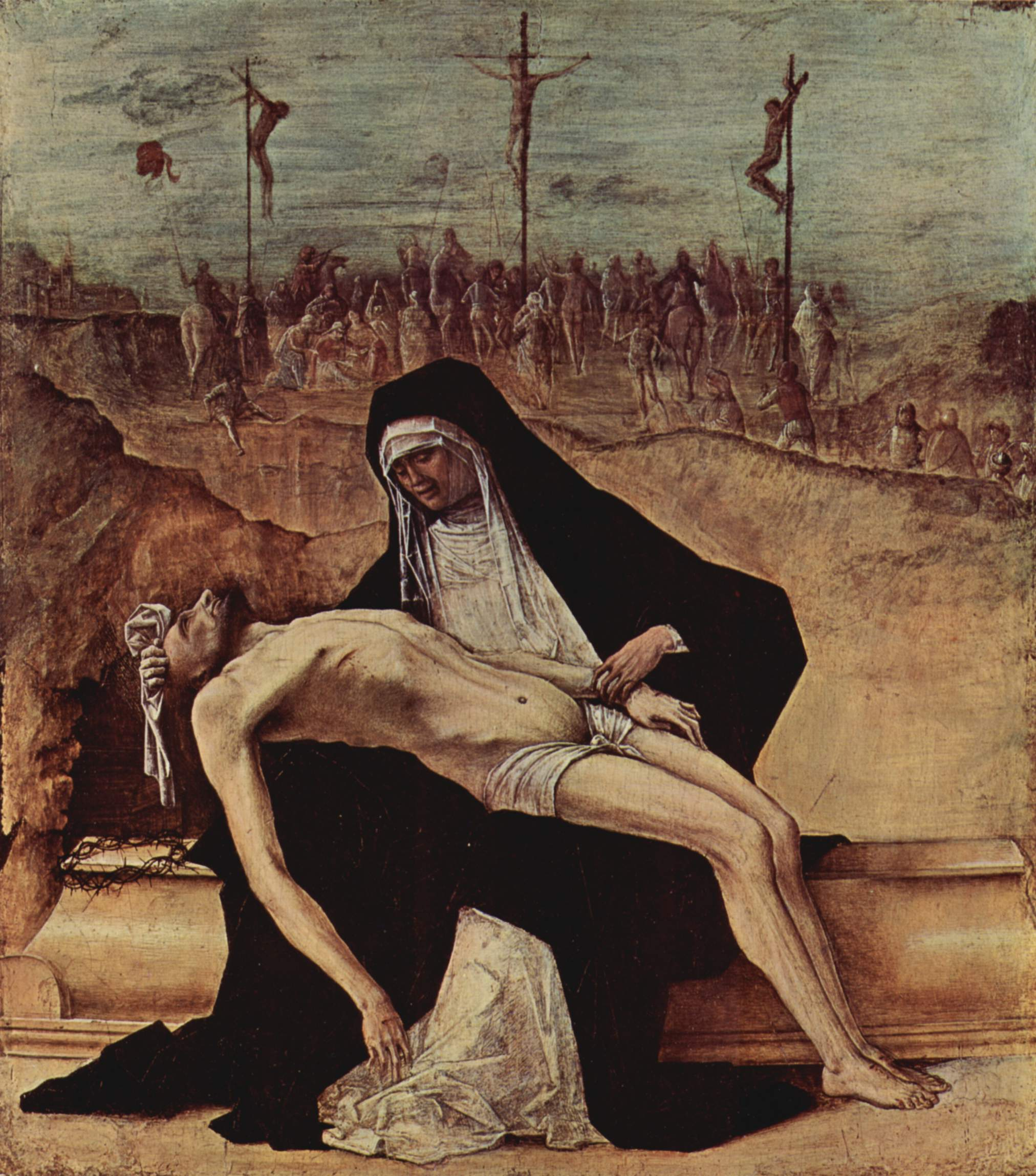
Pietà